# Список загиблих у боях за Луганський аеропорт
У статті наведено список втрат українських сил у боях за Луганський аеропорт.

## Список загиблих
- Гунько Степан Романович, солдат, 80-та бригада, 26 серпня,
- Зозуля Тарас Васильович, солдат, 80-та бригада, 31 серпня,
- Іванов Євген Вікторович — капітан, 80-та бригада, 31 серпня.
- Коваль Юрій Миколайович, солдат, 26 липня, 1 танкова бригада,
- Ліщинський Павло Миколайович, солдат, 80-та бригада, 30 серпня,
- Одуха Андрій Миколайович, солдат, 80-та бригада, 26 серпня,
- Свідерський Іван Іванович, молодший сержант, 80-та бригада, помер 6 вересня від поранень
- Скаковський Роман Миколайович, старшина, 80-та бригада, помер 27 вересня від поранень
- Ставський Віталій Миколайович, 3 вересня, молодший сержант
- Титаренко Сергій Миколайович, 8 серпня, молодший сержант, 1-ша танкова бригада
- Шульга Максим Костянтинович, 26 серпня, сержант
- Реготун Олег Петрович, 5 серпня, старший прапорщик
- Янковський Руслан Віталійович, мололодший сержант, 80-та бригада[1]

| Прізвище, ім'я, по-батькові       | Звання            | Дата смерті    | Формування | Обставини |
| --------------------------------- | ----------------- | -------------- | ---------- | --- |
| Дусь Сергій Васильович            | сержант           | 13 липня 2014  | 1 ОТБр     | Загинув в районі естакади біля с. Розкішне. Мехвод танку до останнього виводив танк у поле, двоє членів екіпажу врятувалися. |
| Діяконюк Іван Васильович          | сержант           | 13 липня 2014  | 80 ОАеМБр  | Загинув в районі естакади біля с. Розкішне. Артилерист, що перебував у вантажівці.                                           |
| Колотило Олександр Ілліч          | старший сержант   | 13 липня 2014  | 80 ОАеМБр  | Загинув в районі естакади біля с. Розкішне. Артилерист, що перебував у вантажівці.                                           |
| Альошин Андрій Володимирович      | старший сержант   | 13 липня 2014  | 80 ОАеМБр  | Загинув в районі естакади біля с. Розкішне. Артилерист, що перебував у вантажівці.                                           |
| Коноплев Павло Костянтинович      | солдат            | 13 липня 2014  | 80 ОАеМБр  | Загинув в районі естакади біля с. Розкішне. Артилерист, що перебував у вантажівці.                                           |
| Муравський Сергій Сергійович      | старший сержант   | 13 липня 2014  | 8 ОП СпП   | Луганськ |
| Костирко Андрій Іванович          | солдат            | 17 липня 2014  | 80 ОАеМБр  | Загинув під час обстрілу терористами аеропорту.                                                                              |
| Василишин Андрій Дмитрович        | старший солдат    | 20 липня 2014  | 8 ОП СпП   | Олександрівськ |
| Галай Андрій Миколайович          | солдат            | 20 липня 2014  | 80 ОАеМБр  | Луганський аеропорт |
| Мансуров Андрій Сергійович        | сержант           | 3 серпня 2014  | 1 ОТБр     | |
| Мірошниченко Петро Олександрович  | солдат            | 13 серпня 2014 | 1 ОТБр     | Загинув під час артилерійського обстрілу опорного пункту в районі села Новоганнівка.                                         |
| Музика Роман Петрович             | сержант           | 16 серпня 2014 | 1 ОТБр     | Загинув при обстрілі з БМ-21 підрозділів бригади поблизу села Новоганнівка.                                                  |
| Тимощук Михайло Петрович          | старший солдат    | 13 серпня 2014 | 128 ОГПБр  | Загинув під час артилерійського обстрілу опорного пункту 128-ї бригади в районі села Новоганнівка.                           |
| Пасевич Іван Григорович           | Старший лейтенант | 16 жовтня 2014 | 80 ОАеМБр  | Загинув під с. Красне від влучання ракети Граду у бліндаж.                                                                   |
| Пеприк Назар Володимирович        | Старший прапорщик | 16 жовтня 2014 | 80 ОАеМБр  | Загинув під с. Красне від влучання ракети Граду у бліндаж.                                                                   |
| Лі Артур Климентович              | Сержант           | 16 жовтня 2014 | 80 ОАеМБр  | Загинув під с. Красне від влучання ракети Граду у бліндаж.                                                                   |
| Добровольський Ігор Володимирович | Молодший сержант  | 16 жовтня 2014 | 80 ОАеМБр  | Загинув під с. Красне від влучання ракети Граду у бліндаж.                                                                   |
| Тюріков Олег Олександрович        | Молодший сержант  | 16 жовтня 2014 | 80 ОАеМБр  | Загинув під с. Красне від влучання ракети Граду у бліндаж.                                                                   |
| Муравйов Владислав Миколайович    | Старший солдат    | 16 жовтня 2014 | 80 ОАеМБр  | Загинув під с. Красне від влучання ракети Граду у бліндаж.                                                                   |
| Кулєба Тарас Степанович           | Солдат            | 16 жовтня 2014 | 80 ОАеМБр  | Загинув під с. Красне від влучання ракети Граду у бліндаж.                                                                   |
| Мирчук Денис Віталійович          | Солдат            | 16 жовтня 2014 | 80 ОАеМБр  | Загинув під с. Красне від влучання ракети Граду у бліндаж.                                                                   |
| Часовий Денис Вікторович          | Солдат            | 16 жовтня 2014 | 80 ОАеМБр  | Загинув під с. Красне від влучання ракети Граду у бліндаж.                                                                   |
| Гопонько Віталій Михайлович       | старший солдат    | 21 серпня 2014 | 128 ОГПБр  | Загинув під час артилерійського обстрілу опорного пункту 128-ї бригади в районі села Новоганнівка.                           |
| Ільчук Павло Миколайович          | старший солдат    | 20 липня 2014  | 8 ОП СпП   | Олександрівськ |